# Cholomyia filipes
Cholomyia filipes är en tvåvingeart som beskrevs av Walker 1858. Cholomyia filipes ingår i släktet Cholomyia och familjen parasitflugor. Inga underarter finns listade i Catalogue of Life.